# デジャ・ヴ (アルバム)
『デジャ・ヴ』（Déjà Vu）は、クロスビー、スティルス、ナッシュ&ヤングが1970年に発表したファースト・アルバム。ビルボード200チャートの1位を記録した。
『ローリング・ストーン』誌が選んだ「オールタイム・グレイテスト・アルバム500」（2012年版）において147位にランクインした。

## 解説
1969年5月29日にクロスビー、スティルス&ナッシュのデビュー・アルバム『クロスビー、スティルス&ナッシュ』が発売されたのち、コンサートでのサウンド強化のためにスティーヴン・スティルスのバッファロー・スプリングフィールド時代の同僚であるニール・ヤングがメンバーとして招聘される。ヤングの参加により、各人の自己主張が激しくなり、多彩なサウンドに仕上がっている。
サンフランシスコとロサンゼルスにあるウォーリー・ハイダー・スタジオで制作された。レコーディング・エンジニアはビル・ハルヴァーソン（Bill Halverson）。ジャケットのアート・ディレクションはゲイリー・バーデン（Gary Burden）。
ジェリー・ガルシアが「ティーチ・ユア・チルドレン」にスティール・ギターで参加。ジョン・セバスチャンが「デジャ・ヴ」にハーモニカで参加。
2021年5月14日、「50th Anniversary Deluxe Edition」が発売。オリジナルLPのほか、CD4枚、12インチ・サイズのハードカバー・ブックを収録。キャメロン・クロウがライナー・ノーツを執筆している。
2023年4月12日、タイトル曲である「デジャ・ヴ」が、永久保存録音物として全米録音資料登録簿へ登録されることが、アメリカ議会図書館から発表された。

## 収録曲

### Side 1
1. キャリー・オン - Carry On - 4:26
作詞作曲：スティーヴン・スティルス
Vocals: スティーヴン・スティルス、デヴィッド・クロスビー、グレアム・ナッシュ
Electric guitar, Acoustic guitar: スティーヴン・スティルス
Bass: スティーヴン・スティルス
Organ: スティーヴン・スティルス
Drums: ダラス・テイラー
Percussion: グレアム・ナッシュ
2. ティーチ・ユア・チルドレン - Teach Your Children - 2:53
作詞作曲：グレアム・ナッシュ
Lead Vocal: グレアム・ナッシュ
Backing vocals: デヴィッド・クロスビー、スティーヴン・スティルス
Guitar: グレアム・ナッシュ、スティーヴン・スティルス
Bass: スティーヴン・スティルス
Pedal steel guitar: ジェリー・ガルシア
Tambourine: ダラス・テイラー
3. カット・マイ・ヘア - Almost Cut My Hair - 4:31
作詞作曲：デヴィッド・クロスビー
Lead Vocal: デヴィッド・クロスビー
Lead guitar: ニール・ヤング、スティーヴン・スティルス
Rhythm guitar: デヴィッド・クロスビー
Organ: グレアム・ナッシュ
Bass: グレッグ・リーヴズ
Drums: ダラス・テイラー
4. ヘルプレス - Helpless - 3:33
作詞作曲：ニール・ヤング
Lead Vocal: ニール・ヤング
Backing vocals: デヴィッド・クロスビー、スティーヴン・スティルス、グレアム・ナッシュ
Electric guitar: スティーヴン・スティルス、ニール・ヤング
Acoustic guitar: ニール・ヤング
Bass: グレッグ・リーヴズ
Piano: スティーヴン・スティルス
Drums: ダラス・テイラー
5. ウッドストック - Woodstock - 3:54
作詞作曲：ジョニ・ミッチェル
Lead Vocal: スティーヴン・スティルス
Backing vocals: デヴィッド・クロスビー、グレアム・ナッシュ
Lead guitar: ニール・ヤング
Guitar: スティーヴン・スティルス、デヴィッド・クロスビー
Bass: グレッグ・リーヴズ
Keyboards: スティーヴン・スティルス、グレアム・ナッシュ
Drums: ダラス・テイラー

### Side 2
1. デジャ・ヴ - Déjà Vu - 4:12
作詞作曲：デヴィッド・クロスビー
Lead Vocal: デヴィッド・クロスビー
Backing vocals: スティーヴン・スティルス、グレアム・ナッシュ
Lead guitar: スティーヴン・スティルス
Guitar: スティーヴン・スティルス、デヴィッド・クロスビー
Bass: スティーヴン・スティルス
Harmonica: ジョン・セバスチャン
Drums: ダラス・テイラー
2. 僕達の家 - Our House - 2:59
作詞作曲：グラハム・ナッシュ
Lead Vocal: グレアム・ナッシュ
Backing vocals: スティーヴン・スティルス、デヴィッド・クロスビー
Bass: グレッグ・リーヴズ
Keyboards: グレアム・ナッシュ
Drums: ダラス・テイラー
3. 4+20 - 4+20 - 2:04
作詞作曲：スティーヴン・スティルス
Lead Vocal: スティーヴン・スティルス
Acoustic guitar: スティーヴン・スティルス
4. カントリー・ガール - Country Girl: Whiskey Boot Hill / Down, Down, Down / Country Girl (I Think You're Pretty) - 5:11
作詞作曲：ニール・ヤング
Lead Vocal: ニール・ヤング
Backing vocals: デヴィッド・クロスビー、スティーヴン・スティルス、グレアム・ナッシュ
Guitar: デヴィッド・クロスビー、スティーヴン・スティルス、グレアム・ナッシュ、ニール・ヤング
Bass: グレッグ・リーヴズ
Keyboards: ニール・ヤング
Harmonica: ニール・ヤング
Drums: ダラス・テイラー
5. エブリバディ・アイ・ラヴ・ユー - Everybody I Love You - 2:21
作詞作曲：スティーヴン・スティルス、ニール・ヤング
Vocals: スティーヴン・スティルス、デヴィッド・クロスビー、グレアム・ナッシュ
Lead guitar: スティーヴン・スティルス、ニール・ヤング
Rhythm guitar: デヴィッド・クロスビー
Bass: グレッグ・リーヴズ
Keyboards: グレアム・ナッシュ
Drums: ダラス・テイラー